# Шорссов
Шорссов (нім. Schorssow) — громада в Німеччині, розташована в землі Мекленбург-Передня Померанія. Входить до складу району Росток. Складова частина об'єднання громад Мекленбургіше-Швайц.
Площа — 30,89 км2. Населення становить 467 ос. (станом на 31 грудня 2020).